# Caïdat d'Aït Ourir
Le caïdat d'Aït Ourir est une ancienne circonscription administrative marocaine qui se trouvait au sein du cercle d'Aït Ourir, dans la préfecture de Marrakech.

## Communes
Le caïdat d'Aït Ourir comptait trois communes avant sa disparition : Aït Ourir, Aït Sidi Daoud et Aït Faska.
| Année | Nb. Commune | Liste Commune                        |
| 1973  | 1           | Aït Ourir                            |
| 1992  | 3           | Aït Ourir, Aït Sidi Daoud, Aït Faska |

## Historique
Le caïdat d'Aït Ourir, créé en 1973, fait partie des 355 premiers caïdats qui ont été formés lors de l'apparition des caïdats au Maroc. Le caïdat se trouvait dans le cercle d'Aït Ourir, relevant de la province de Marrakech. Il comptait à sa création une commune.
En 1982, le caïdat était peuplé de 34 721 habitants. En 1992, les communes d'Aït Sidi Daoud et d'Aït Faska sont créées à partir du territoire rural de la commune d'Aït Ourir, devenue Centre Autonome.
Deux mois plus tard, soit en septembre 1992, le caïdat est finalement supprimer et remplacer par le caïdat de Faska Sidi Daoud, date à laquelle Aït Ourir devient une municipalité. Le nouveau caïdat est ainsi composé des communes d'Aït Sidi Daoud et d'Aït Faska.

## Démographie
D'après le seul recensement datant d'après la création du caïdat et d'avant sa disparition de 1982, le caïdat d'Aït Ourir était peuplé de 34 721 habitants.
| Année | Population totale | Ménages | Nb. Commune |
| ----- | ----------------- | ------- | ----------- |
| 1982  | 34 721            | 5 526   | 1           |